# Кадр (фильм)
«Кадр» (англ. The Frame) — фильм режиссёра Джеймина Уайнэнса. Фильм создан независимой компанией Double Edge Films, принадлежащей режиссёру. Дата выхода на экраны в США — 17 октября 2014 года.

## Сюжет
Сэм и Алекс проживают свои жизни в разных вселенных. У них нет ничего общего. Сэм — врач скорой помощи. Алекс — преступник, проворачивающий грязные делишки. Неожиданно они начинают видеть жизни друг друга по телевизору.

## В ролях
- Дэвид Карранза — Алекс
- Тиффани Муалем — Сэм
- Кэлвин Бартлетт — Ной
- Кристофер Сорен Келли — механик

## Критика
Фильм получил в целом положительные отзывы кинокритиков.